# 生乳

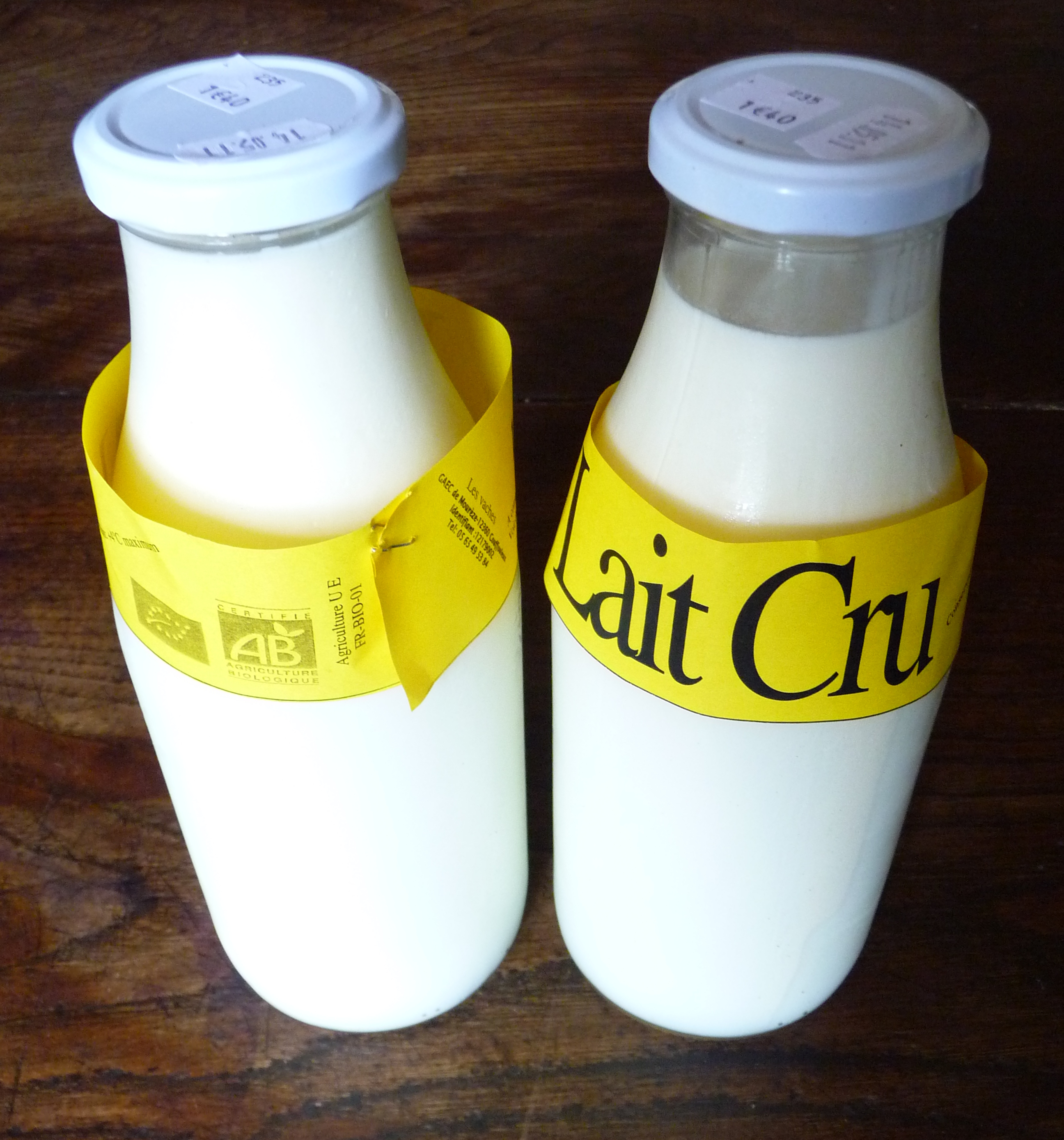
法国阿韦龙省的生乳

生乳是指奶畜乳房中挤出的未经过巴氏消毒等方式加工的常乳，最初温度一般和牲畜体温相似。而产犊后七天的初乳、应用抗生素期间和休药期间产生的乳汁以及变质乳不应用作生乳。